# 皇冠頰縫鯰
皇冠頰縫鯰，為輻鰭魚綱鯰形目甲鯰科的其中一種，為熱帶淡水魚，分布於南美洲巴西聖弗朗西斯科河、Jequitinhonha河流域，體長可達9.9公分，棲息在沙石底質底層水域，生活習性不明。

## 扩展阅读
維基物種上的相關：皇冠頰縫鯰